# Томас Вест

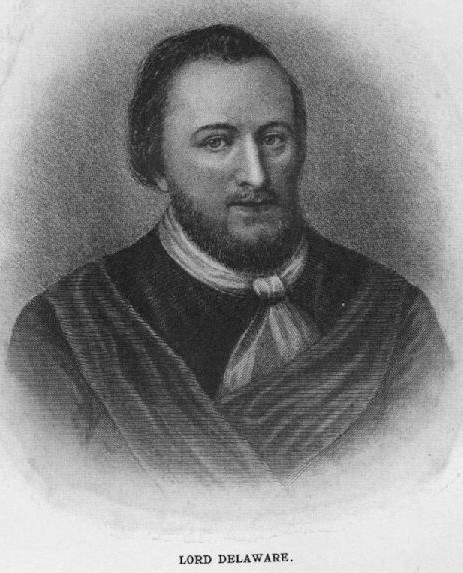
Томас Вест

Томас Вест (англ. Thomas West; 9 липня 1577 — 7 червня 1618) — 12-й (3-й за іншою лінією) барон (ерл) Де Ла Вер (англ. 3rd and 12th Baron De La Warr), колонізатор Вірджинії, в 1610—1617 роках був губернатором Джеймстауна, першого англійського поселення у Північній Америці.

## Пам'ять
На честь барона Делавер отримали назви кілька топонімів у США:
- Делавер — штат на сході США
- Делавер — річка на сході США
- Делавер — затока у гирлі річки Делавер